# Cape Kerna-Bilnya
Cape Kerna-Bilnya (azerbajdzjanska: Köhnə Bilgəh Burnu) är en udde i Azerbajdzjan.   Den ligger i distriktet Baku, i den östra delen av landet, 28 km nordost om huvudstaden Baku.
Terrängen inåt land är platt. Trakten är tätbefolkad. Närmaste större samhälle är Maştağa, 8,4 km sydväst om Cape Kerna-Bilnya.